# Quart de les Valls
Quart de les Valls és un municipi del País Valencià situat a la comarca del Camp de Morvedre. Limita amb Sagunt, Benifairó de les Valls, Quartell i Almenara (a la comarca de la Plana Baixa).

## Geografia
Municipi situat en el sector nord-oest de la Vall de Segó. La superfície del terme és muntanyenca, a excepció del sector oriental. Quart és el poble més elevat de les Valls (54 m) i està al recer d'un arc de muntanyes i llomes d'escassa altura, totes poblades de pins. Destaquen: la muntanya de la Creu, de 347 metres d'altitud, la Catxola, la lloma del Codoval, la mola de Vent, la lloma Llarga, el Coronat i la Retoresa, entre altres alturons de menor rellevància.

## Història
El nom de Quart és d'origen romà i procedeix del llatí "Quartum Milliarum", és a dir, el quart mil·liari o fita des de la ciutat de Sagunt. De fet, s'han trobat restes romanes en el molí de la zona de “La Premsa” i a la Font de Quart, amb canalitzacions d'aigua per a usos agrícoles i consum humà.
En el Llibre el Repartiment apareix una antiga alqueria islàmica, citada com a Quarcel. El rei Jaume I (1208-1276) donà terres del lloc a un porter seu anomenat Bartolomé, el 1248; més avant fou propietat d'un tal Fabra, a qui li va confiscada, i l'adquirí Roderic Díaz, després de la guerra de la Unió. En el segle xvi pertanyé el senyoriu al comte de Cocentaina i a Lluís Ferrer. Fon un lloc de moriscs (amb 60 focs l'any 1609) de la fillola de la Vall d'Uixó; va pertànyer als Pròxita, comtes d'Almenara, des del segle xvii, i finalment als comtes de Faura; fins no fa molt hi havia unes mines d'algeps al poble que s'abandonaren a l'exhaurir-se.
En el segle xviii va arribar a la vila des d'Itàlia la Venerable Ordre dels Servita, que va construir un convent que hui dia és església parroquial. Per la llei de Mendizábal, els religiosos del convent de Quart van ser expulsats, i els seus propietaris van passar a ser patrimoni de l'Estat.
A Quart hi ha dos santuaris, un de dedicat al Crist de l'Agonia i un altre a la Mare de Déu del Pópul, un xicotet bust de la Mare de Déu amb el xiquet que es va trobar entre les ruïnes d'un mur en 1649.

### II República Espanyola[calcitació]
| Legislatura | Noms                                              | Partit                                       |
| ----------- | ------------------------------------------------- | -------------------------------------------- |
| 1931-1936   | Pascual Sevillà Pérez                             | (PURA) Partit d'Unió Republicana Autonomista |
| 1936-1937   | Baltasar Asensi Bayona                            | FP (Front Popular)                           |
| 1937-1938   | Vicente Domènech Rosario                          | UGT                                          |
| 1938-1939   | Francisco Queralt Escobar / Vicente Llueca Llueca | PSOE PSOE                                    |

Durant la II República, el municipi va votar en les eleccions del 12 d'abril de 1931 majoritàriament a les candidatures republicanes, quedant constituït l'ajuntament amb 6 regidors republicans i 3 monàrquics, sent triat alcalde Pascual Sevillà Pérez.
Amb les reformes de la II República, la dona va aconseguir el dret al vot, que les dones del municipi varen exercir per primera vegada en la seua història en les eleccions generals de novembre de 1933.
Les eleccions de febrer de 1936 van donar una ajustada victòria en la localitat a les candidatures d'esquerres del Front Popular, sent triat alcalde Baltasar Asensi Bayona (IR). Durant eixe període, Quart de les Valls va albergar una forta organització obrera composta per 3 partits polítics (Izquierda Repúblicana IR, Partit Socialista Obrer Espanyol PSOE i el Ràdio Partit Comunista PC) i 5 Sindicats obrers (Societat Cooperativa de Camperols SCC, Sindicat Únic d'Oficis Varis CNT, la Societat de Treballadors de la Terra UGT, Societat Obrera Unió de Carreters i la Societat Obrera "l'Ideal Femení", esta última composta totalment per dones de la localitat).
| CANDIDATURES                       | VOTS |
| ---------------------------------- | ---- |
| CANDIDATURA DEL FRONT POPULAR      | 152  |
| CANDIDATURA DE LA DERECHA REGIONAL | 150  |
| CANDIDATUDA AUTONOMISTA            | 146  |

### Guerra civil[calcitació]
Durant l'inici de la guerra civil, es va crear a la població el Comité Executiu del Front Popular de Quart dels Valls, organització revolucionària, que va portar a terme les confiscacions de finques urbanes i la col·lectivització de les terres dels propietaris desafectes amb la República i considerats favorables al colp d'estat del 18 de juliol dels militars rebels.
Un total de 235 hòmens de 27 reemplaçaments corresponents a les quintes de 1942 a 1915 van ser mobilitzats al municipi de Quart dels Valls durant la campanya de la guerra civil espanyola. Tots ells van participar en l'exèrcit republicà en quedar la localitat en territori controlat pel govern de la República.
Del total de mobilitzats, 19 veïns de diferents edats van perdre la vida i un total de 29 es van allistar voluntàriament a l'exèrcit de la República en diferents columnes de milícies creades per partits polítics d'esquerres o sindicats.
| NOMS I COGNOMS           | EDAT | PROFESIÓ       | AFILIACIÓ POLÍTICA | OBSERVACIONS                                                                  |
| ------------------------ | ---- | -------------- | ------------------ | ----------------------------------------------------------------------------- |
| José Ayala Serra         | 20   | Jornaler       | UGT - PC           | Ferit a Nules, va morir a l'hospital Militar de València el 21-02-1939.       |
| Miguel Bonet Inglada     | 23   | Jornaler       |                    | Mort en combat a Artana, al front de la Serra d'Espadà el 03-07-1938          |
| Miguel Ayala Bayona      | 23   | Jornaler       |                    | Mort en combat a Artana, al front de la Serra de Espadan el 03-07-1938        |
| Gonzalo Pérez Tapia      | 21   | Jornaler       |                    | Mort en combat a Puebla de Híjar (Terol) el 04-09-1937. Cos no recuperat.     |
| Miguel Llopis Igual      | 22   | Perruquer      |                    | Mort en combat a Córdoba el 08-01-1939. Cos no recuperat.                     |
| Salvador Asensi Inglada  | 25   | Jornaler       | PSOE               | Cos no recuperat.                                                             |
| Miguel Segarra Escobar   | 25   | Jornaler       | PSOE - UGT         | Cos no recuperat.                                                             |
| José Mª. Campos Chordá   | 28   | Jornaler       |                    | Desaparegut al termini d' Algimia. Cos no recuperat.                          |
| Juan Forner Queralt      | 28   | Jornaler       |                    | Presoner d l'exèrcit franquista. Desaparegut, el seu cos no va ser recuperat. |
| Benjamín Queralt Gamón   | 27   | Jornaler       |                    | Mort en combat, front de Terol en desembre de 1937. Cos no recuperat.         |
| Emilio Campos Martínez   | 34   | Obrer agrícola |                    | Mort en combat a Nules (Castelló) el 09-12-38. Cos no recuperat.              |
| José Igualada Oliver     | 38   | Llaurador      | POUM               | Mort en combat en la defensa de Madrid el 07-01-1938. Cos no recuperat.       |
| José Bonet Inglada       | 26   | Jornaler       |                    | Mort en combat al front d'Extremadura. Cos no recuperat.                      |
| Ángel Domènech Pérez     | 27   | Jornaler       |                    | Mort en combat en al front de Terol el 30-12-1937. Cos no recuperat.          |
| Francisco Polo Chordá    | 28   | Jornaler       |                    | Desaparegu sense rastre. Cos no recuperat.                                    |
| Julián Lázaro Inglada    | 30   | Jornaler       |                    | Desaparegut sense rastre. Cos no recuperat.                                   |
| Eduardo Botella Miralles | 39   | Llaurador      | CNT                | Mort en la Puebla de Valverde (Terol). Cos no recuperat.                      |
| Antonio Soliva Alborch   | 34   | Obrer agrícola | UGT                | Mort per malaltia contraguda al front el 22-09-1938.                          |
| Antonio Tripana Tripiana | 30   | Jornaler       | PSOE - UGT         | Mort en un tiroteig a València en octubre de 1936.                            |

Des de finals de març de 1937 fins al final de la guerra, la localitat es va convertir en un poble d'acollida de refugiats i evacuats de guerra. L'11 de novembre de 1937, es va constituir el Comité de Refugiats i Evacuats de Quart dels Valls, el qual, seguint les directrius del govern de la República, va gestionar l'arribada a la localitat de més de 724 persones comptabilitzades de diferents municipis de tot el territori espanyol en control dels republicans.
Per a protegir la població de l'aviació franquista, es va constituir el Comité de Defensa Passiva de Quart dels Valls, que va arribar a construir 25 refugis privats i 7 públics repartits per tot el municipi, amb una capacitat per a albergar en tots ells a 1230 persones.
El 15 de juny de 1938, com que el front de batalla es trobava prop de la població, el municipi va ser ocupat per la 49 Divisió Republicana fins al març del 1939. La Intendència Militar va ocupar els edificis de l'església, l'escola, el saló de sessions, els baixos de la casa capitular i la casa del carrer Blasco Ibáñez, 23 (actualment, el carrer de Joan Carles I). L'estat Major va ocupar la casa de la plaça de la República, 5 (actualment, la plaça Major); el centre de la UGT i la casa del carrer València, 23. La Sanitat Militar va ocupar el Molí de Penya i el convertí en un hospital de sang. Finalment els Caps de l'Estat Major van ocupar la casa de la plaça Ricard Sansano Isla, 2 (actualment, la plaça de Sant Miquel).
A finals d'octubre de 1938, el Ministre José Giral va fer una gira pel front de Llevant i va visitar Quart de les Valls per a mantindre converses amb els alts comandaments de la 75 Brigada Mixta, que preparava una ofensiva per al mes de novembre sobre les poblacions ocupades pels franquistes de Nules i Mascarell. El ministre va visitar el paratge natural de la Font, fent-se fotografies per a la propaganda republicana amb el General Menéndez, el tinent coronel Gustavo Durán, el comissari Màxim Huete, entre altres alts càrrecs militars que componien la 75 Brigada Mixta.
El 29 de març de 1939, va entrar a la localitat l'exèrcit franquiste sense cap resistència, il·legalitzant automàticament l'ajuntament constitucionalista i els partits polítics i sindicats a favor de la República. Al maig de 1939 va començar la repressió als republicans més destacats del municipi.

## Demografia
| 1990  | 1992  | 1994  | 1996  | 1998  | 2000  | 2002  | 2004  | 2005  | 2007  | 2011  |
| ----- | ----- | ----- | ----- | ----- | ----- | ----- | ----- | ----- | ----- | ----- |
| 1.094 | 1.083 | 1.075 | 1.093 | 1.083 | 1.048 | 1.069 | 1.087 | 1.092 | 1.100 | 1.065 |

## Economia
Basada tradicionalment en l'agricultura. Els cultius de secà ocupen 350 Ha, i s'hi cullen olives, ametles i diverses fruites. Les terres de regadiu estan dedicades al cultiu de taronger.

## Política i govern

### Composició de la Corporació Municipal
El Ple de l'ajuntament està format per 7 regidors. En les eleccions municipals de 26 de maig de 2019 foren elegits 4 regidors del Partit Socialista del País Valencià (PSPV-PSOE), 2 del Partit Popular (PP) i 1 d'Esquerra Unida del País Valencià (EUPV).
| Eleccions municipals de 26 de maig de 2019 - Quart de les Valls                                                               |                                           |                                     |                                     |      |          |          |
| Candidatura | Candidatura                               | Candidatura                         | Cap de llista                       | Vots | Vots     | Regidors |
| | Partit Socialista del País Valencià-PSOE  |                                     | Néstor Albert Queralt               | 312  | 46,64%   | 4 ()     |
| | Partit Popular de la Comunitat Valenciana |                                     | Gloria Condomina Gollart            | 214  | 31,99%   | 2 (-1)   |
| | Esquerra Unida del País Valencià          |                                     | David Martínez Giménez              | 133  | 19,88%   | 1 (-1)   |
| | Vots en blanc                             |                                     |                                     | 10   | 1,49%    |          |
| Total vots vàlids i regidors                                                                                                  | Total vots vàlids i regidors              | Total vots vàlids i regidors        | Total vots vàlids i regidors        | 669  | 100 %    | 7 (-2)   |
| | Vots nuls                                 | Vots nuls                           | Vots nuls                           | 12   | 1,76%    |          |
| Participació (vots vàlids més nuls)                                                                                           | Participació (vots vàlids més nuls)       | Participació (vots vàlids més nuls) | Participació (vots vàlids més nuls) | 681  | 83,35%** |          |
| Abstenció | Abstenció                                 | Abstenció                           | Abstenció                           | 136* | 16,65%** |          |
| Total cens electoral | Total cens electoral                      | Total cens electoral                | Total cens electoral                | 817* | 100 %**  |          |
| Alcalde: Néstor Albert Queralt (PSPV-PSOE) (15/06/2019) Per majoria absoluta dels vots dels regidors (4 vots de PSPV)         |                                           |                                     |                                     |      |          |          |
| Fonts: JEC, JEZ Sagunt, M. Interior, Periòdic Ara. (* No són vots sinó electors. ** Percentatge respecte del cens electoral.) |                                           |                                     |                                     |      |          |          |

### Alcaldes
Des de 2023 l'alcaldessa de Quart de les Valls és Lara González Asensi del PSPV.
| Període                       | Alcalde o alcaldessa    | Partit polític | Data de possessió | Observacions |
| ----------------------------- | ----------------------- | -------------- | ----------------- | ------------ |
| 1979–1983                     | Miguel Llueca Pascual   | UCD            | 19/04/1979        | --           |
| 1983–1987                     | Miguel Llueca Pascual   | PQDLV          | 28/05/1983        | --           |
| 1987–1991                     | Emilio Sevilla Guillem  | PSPV-PSOE      | 30/06/1987        | --           |
| 1991–1995                     | Emilio Sevilla Guillem  | PSPV-PSOE      | 15/06/1991        | --           |
| 1995–1999                     | José Sevilla Los Santos | PSPV-PSOE      | 17/06/1995        | --           |
| 1999–2003                     | José Sevilla Los Santos | PSPV-PSOE      | 03/07/1999        | --           |
| 2003–2007                     | José Sevilla Los Santos | PSPV-PSOE      | 14/06/2003        | --           |
| 2007–2011                     | José Sevilla Ibars      | PSPV-PSOE      | 16/06/2007        | --           |
| 2011–2015                     | Pilar Álvarez Montero   | PSPV-PSOE      | 11/06/2011        | --           |
| 2015–2019                     | Pilar Álvarez Montero   | PSPV-PSOE      | 13/06/2015        | --           |
| 2019-2023                     | Néstor Albert Queralt   | PSPV-PSOE      | 15/06/2019        | --           |
| Des de 2023                   | Lara González Asensi    | PSPV-PSOE      | 17/06/2023        | --           |
| Fonts: Generalitat Valenciana |                         |                |                   |              |

## Monuments

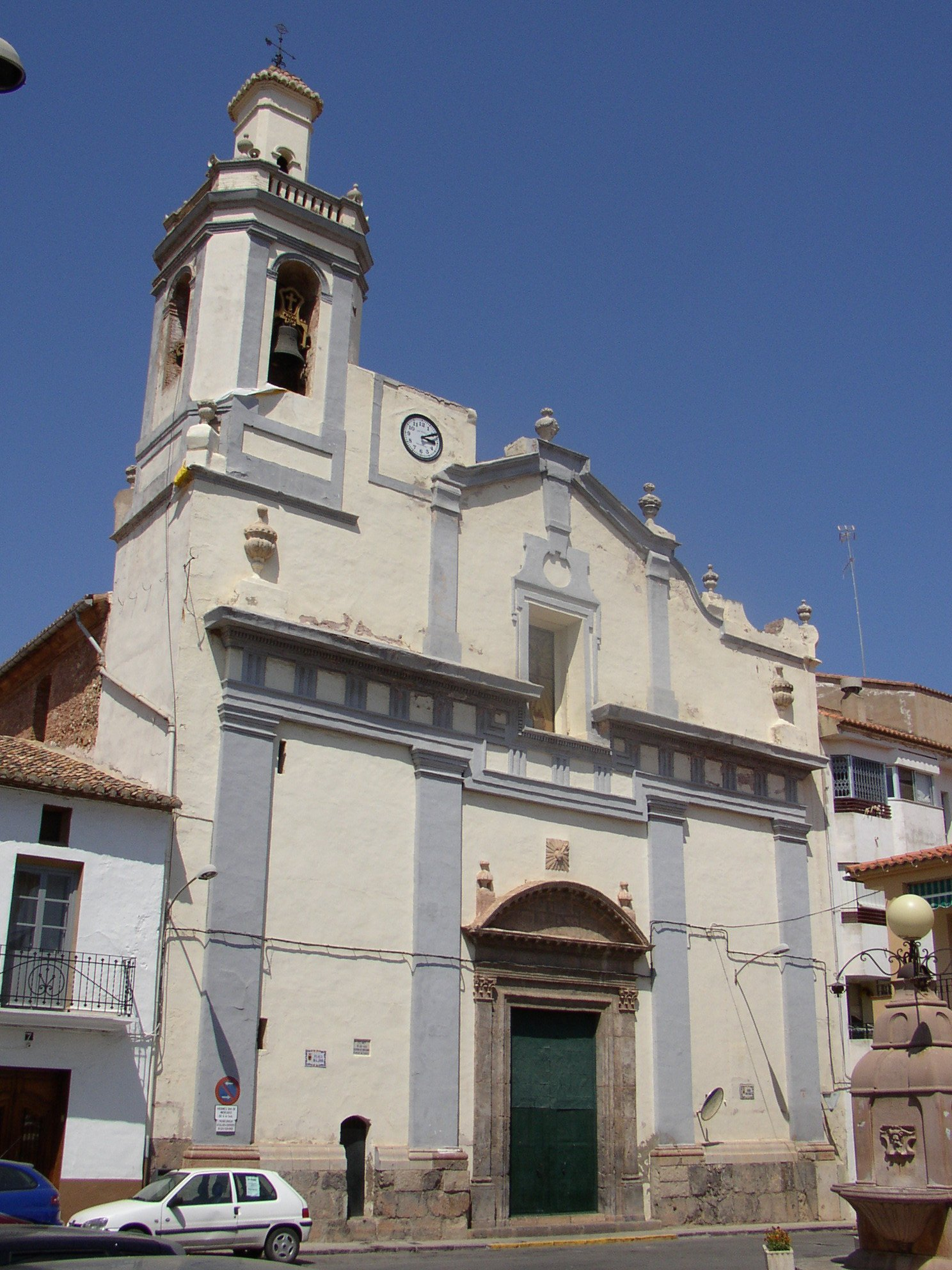
Església de Sant Miquel Arcàngel

- Església de Sant Miquel Arcàngel. Va ser erigida en parròquia en l'any 1535, reconstruint-se el temple un segle més tard. Després, a causa de les seues reduïdes dimensions i de l'estat ruïnós, va començar a utilitzar-se com a temple parroquial l'església del convent de religiosos Servites, edificat en el segle xviii. Hi ha una capella en la qual es conserva un quadre trobat en 1649, però destruït en la Guerra Civil, que es coneix amb l'advocació de la Mare de Déu del Pópul, patrona del poble.
- Casa de la Cultura. Antiga església del poble que data del segle xv.

## La Font de Quart
En el terme es troba també situada l'antiga i coneguda Font de Quart, el ric cabal de la qual rega les terres dels pobles de la vall i les d'Almenara.
En el fons de la vall, al començar el vessant i en el centre geomètric de l'hemicicle muntanyenc, naix l'aigua, formant dos estanys que desguassen per un canal que conduïx les aigües al primer sistar o partidor. Les aigües naixen des dels ulls de la deu, movent les arenes fines. El cabal és normalment d'uns quaranta mil litres per minut, i varia segons el règim de pluges. De vegades pot quedar totalment seca.
La població, la riquesa i la fertilitat de la terra depén d'esta font. Les aigües ocupen tres-cents peus de diàmetre i deixen entre elles diverses illetes i terrenys de sis peus d'altura recollint en un canal comú, dividit després en uns altres de més xicotets.

## Festes i celebracions
Les festes de Quart se celebren al setembre i estan dedicades al Crist de l'Agonia, a sant Miquel i la Mare de Déu del Pópul. La festa reunix gent dels cinc pobles que formen les Valls, i hi ha actuacions de ball, bous al carrer i cavalcada, entre altres actes, durant uns catorze dies. Es tracta d'unes festes itinerants que, després d'haver recorregut les diferent viles de la Vall de Segó, acaben en Quart de les Valls.

## Fills il·lustres
- Josep Miquel Martínez Giménez. Compositor.